# Palacio de Maqua
El Palacio de Maqua está situado en la localidad asturiana de Avilés (España).
Edificado a lo largo de los siglos XIX y XX para la familia Maqua, consta de tres pisos de los que destacan los balcones del tercer piso.
El palacio se rehabilitó en 1983 y 1997.
Se declaró Bien de Interés Cultural con categoría de monumento el 3 de octubre de 1991